# Hassasna
Hassasna (în arabă الحساسنة) este o comună din provincia Aïn Témouchent, Algeria.
Populația comunei este de 4.184 de locuitori (2010).